# Japanbindung

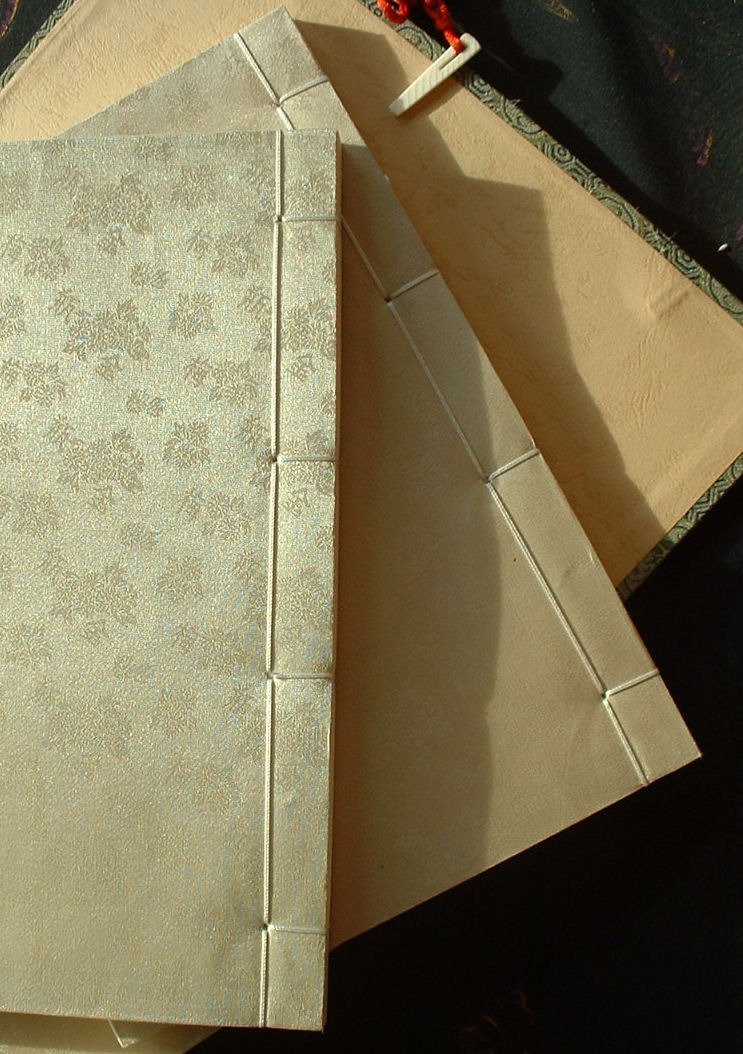

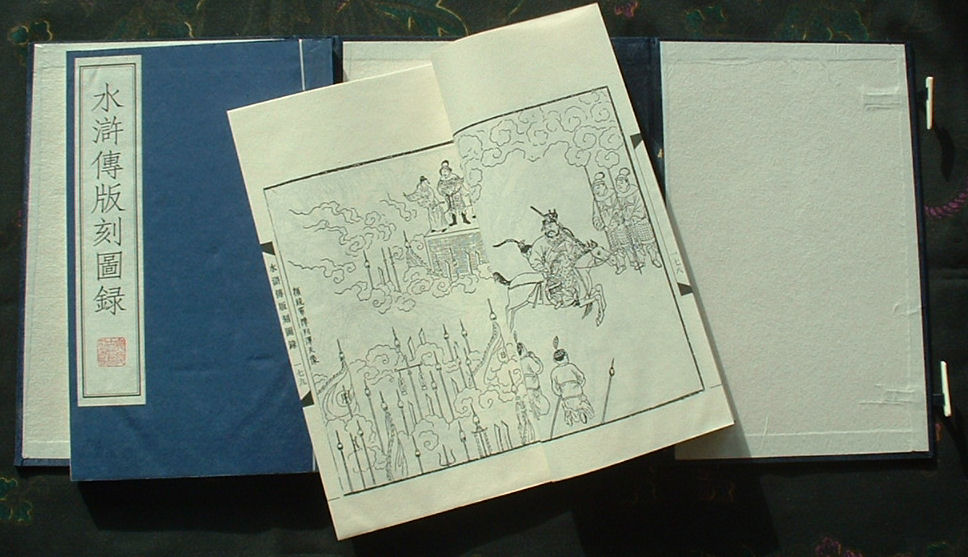

Japanbindung, auch Japanische Bindung, Japanische Fadenheftung, Blockbindung, Querheftung oder seitliche Heftung ist eine Art des Bindens von Büchern.
Diese Bindemethode verbreitete sich von China über Ostasien.
Es handelt sich dabei um eine Bindeart, bei der die Bögen nur von einer Seite bedruckt sind und in der Mitte gefaltet gebunden werden. Sie besteht aus vorne geschlossenen Viertelbögen, bei denen nur die Außenseiten bedruckt sind. Mit dieser Methode kann bei wenig Inhalt Volumen erzeugt werden. Sie verhindert auch das Durchscheinen der Motive auf der Rückseite.
Die Blätter werden außerdem mit Fäden oder Bändern von außen deutlich sichtbar geheftet. Es wird senkrecht von oben, ohne das Papier vorher zu falzen, durch den Papierblock hindurchgenäht beziehungsweise durch vorgefertigte Löcher hindurchgezogen. Das Papier bekommt dann eine Knickkante.